# Magnus Arvedson
Magnus Arvedson (né le 25 novembre 1971 à Karlstad) est un joueur professionnel suédois de hockey sur glace devenu entraîneur. Il évolue au poste d'attaquant.

## Biographie

### Carrière en club
En 1990, il commence sa carrière en senior avec le Örebro IK dans la Division 1, le deuxième niveau national. Il découvre l'Elitserien en 1994 avec son club formateur du Färjestads BK. Cet attaquant défensif remporte le championnat de Suède 1997 avec le Färjestads BK. Il est choisi en cinquième ronde en cent-dix-neuvième position par les Sénateurs d'Ottawa lors du repêchage d'entrée dans la LNH 1997. Il part alors en Amérique du Nord et débute dans la Ligue nationale de hockey avec les Sens. Il est nommé pour le trophée Frank-J.-Selke en 1999. Il est alors le dauphin de Jere Lehtinen s'inclinant 23 votes à 19. Il évolue jusqu'en 2004 dans la LNH, effectuant sa dernière saison avec les Canucks de Vancouver. De nombreuses blessures ont freiné sa carrière. Il y met un terme le 11 octobre 2004 en raison d'une blessure au dos. En 2007, il devient l'entraîneur du Mora IK.

### Carrière internationale
Il représente la Suède au niveau international. Il a remporté la médaille d'argent au championnat du monde 1997. Il a participé aux Jeux Olympiques de 2002.

## Statistiques

### En club
| Saison            | Équipe               | Ligue             |     | Saison régulière | Saison régulière | Saison régulière | Saison régulière | Saison régulière |   | Séries éliminatoires | Séries éliminatoires | Séries éliminatoires | Séries éliminatoires | Séries éliminatoires |
| Saison            | Équipe               | Ligue             | PJ  | B                | A                | Pts              | Pun              | PJ               | B | A                    | Pts                  | Pun                  |                      |                      |
| 1990-1991         | Örebro IK            | Division 1        | 29  | 7                | 11               | 18               | 12               | 2                | 0 | 1                    | 1                    | 2                    |                      |                      |
| 1991-1992         | Örebro IK            | Division 1        | 32  | 12               | 21               | 33               | 30               | 7                | 4 | 4                    | 8                    | 4                    |                      |                      |
| 1992-1993         | Örebro IK            | Division 1        | 36  | 11               | 18               | 29               | 34               | 6                | 2 | 1                    | 3                    | 0                    |                      |                      |
| 1993-1994         | Färjestads BK        | Elitserien        | 16  | 1                | 7                | 8                | 10               |                  |   |                      |                      |                      |                      |                      |
| 1994-1995         | Färjestads BK        | Elitserien        | 36  | 1                | 6                | 7                | 45               | 4                | 0 | 0                    | 0                    | 6                    |                      |                      |
| 1995-1996         | Färjestads BK        | Elitserien        | 40  | 10               | 14               | 24               | 40               | 8                | 0 | 2                    | 2                    | 10                   |                      |                      |
| 1996-1997         | Färjestads BK        | Elitserien        | 48  | 13               | 11               | 24               | 36               | 14               | 4 | 7                    | 11                   | 8                    |                      |                      |
| 1997-1998         | Sénateurs d'Ottawa   | LNH               | 61  | 11               | 15               | 26               | 36               | 11               | 0 | 1                    | 1                    | 6                    |                      |                      |
| 1998-1999         | Sénateurs d'Ottawa   | LNH               | 80  | 21               | 26               | 47               | 50               | 3                | 0 | 1                    | 1                    | 2                    |                      |                      |
| 1999-2000         | Sénateurs d'Ottawa   | LNH               | 47  | 15               | 13               | 28               | 36               | 6                | 0 | 0                    | 0                    | 6                    |                      |                      |
| 2000-2001         | Sénateurs d'Ottawa   | LNH               | 51  | 17               | 16               | 33               | 23               | 2                | 0 | 0                    | 0                    | 0                    |                      |                      |
| 2001-2002         | Sénateurs d'Ottawa   | LNH               | 74  | 12               | 27               | 39               | 35               | 12               | 2 | 1                    | 3                    | 4                    |                      |                      |
| 2002-2003         | Sénateurs d'Ottawa   | LNH               | 80  | 16               | 21               | 37               | 48               | 18               | 1 | 5                    | 6                    | 16                   |                      |                      |
| 2003-2004         | Canucks de Vancouver | LNH               | 41  | 8                | 7                | 15               | 12               | -                | - | -                    | -                    | -                    |                      |                      |
| Totaux LNH        | Totaux LNH           | Totaux LNH        | 434 | 100              | 125              | 225              | 241              | 52               | 3 | 8                    | 11                   | 34                   |                      |                      |
| Totaux Elitserien | Totaux Elitserien    | Totaux Elitserien | 140 | 25               | 38               | 63               | 131              | 26               | 4 | 9                    | 13                   | 24                   |                      |                      |
| Totaux Division 1 | Totaux Division 1    | Totaux Division 1 | 97  | 30               | 50               | 80               | 76               | 15               | 6 | 6                    | 12                   | 6                    |                      |                      |

### En équipe nationale
| Année | Compétition          |    | PJ | B | A | Pts | Pun | +/-               |  | Résultat |
| 1997  | Championnat du monde | 10 | 2  | 1 | 3 | 6   | +3  | Médaille d'argent |  |          |
| 2002  | Jeux olympiques      | 4  | 0  | 0 | 0 | 0   | +1  | Cinquième place   |  |          |